# Волф II фон Шьонбург-Глаухау
Волф II фон Шьонбург-Глаухау (на немски: Wolf II von Schönburg-Glauchau; * 30 октомври 1532, Глаухау; † 18 септември 1581, Роксбург, Лунценау) е от 1566 г. господар на Шьонбург-Глаухау-Валденбург-Векселбург-Пениг в Саксония.

## Живот
Той е най-малкият син на фрайхер Ернст II фон Шьонбург-Валденбург (1486 – 1534) и съпругата му бургграфиня Амалия фон Лайзниг (1508 – 1560), наследничка на Пениг, дъщеря на бургграф Хуго фон Лайзниг († 1538) и Доротея Шенк фон Ландсберг († 1532). Брат е на Георг I (1529 – 1585), господар на Шьонбург-Глаухау, и на Хуго I (1530 – 1565/1566), господар на Шьонбург-Лихтенщайн-Ной-Шьонбург.
През 1549 г. Волф II участва в похода на курфюрст Мориц против Унгария и през 1550 г. при обсадата на Магдебург. Заедно с брат си Хуго I той участва през 1553 г. в битката при Сиверсхауз, при която курфюрст Мориц е тежко ранен и умира. Волф II и брат му Хуго I придружават пренасянето на убития курфюрст Мориц до Фрайберг и са при погребението му в катедралата.
На 1 май 1556 г. тримата братя сключват фамилен договор, Герг получава господствата Глаухау и Ремсе, Хуго получава Валденбург и Лихтенщайн, а Волф II получава Пениг, Векселбург и Роксбург. За резиденция Волф II избира Пениг и през 1556/1557 г. строи там нов дворец. Волф II основава „долната линия“ (Untere Linie) на род Шьонбург-Глаухау-Валденбург.
Волф II има църковно-политически конфликти с курфюрст Август. През 1581 г. в Пениг има чума и Волф мести резиденцията си в Роксбург. По време на сватбата на синът му Волф III той се заразява и скоро умира на 18 септември 1581 г. в Роксбург на 48 години и е погребан там в селската църква.
Клоновете Шьонбург-Валденбург, Шьонбург-Хартенщайн съществуват до днес като Шьонбург-Глаухау.

## Фамилия
Първи брак: пр. 31 декември 1532 г. с Анна Шенк фон Ландсберг († 13 септември 1568), дъщеря на Вилхелм Шенк фон Ландсберг († 1559) и Магдалена Ройс-Плауен († 1571). Те имат седем деца:
- Ернст фон Шьонбург-Глаухау (* 5 септември 1555; † 15 ноември 1558)
- Волф III фон Шьонбург-Глаухау (* 8 септември 1536; † 17 август 1612), женен I. на 27 август 1581 г. за Елизабет Чернембл (* 15 септември 1563; † 28 март 1601), II. на 16 ноември 1601 г. в Пениг за Анна Барбара Ройс фон Плауен (* 22 април 1585; † 5 май 1629)
- Амалия фон Шьонбург-Глаухау (* 11 октомври 1537; † 1558)
- Георг фон Шьонбург-Глаухау
- Волф Ернст фон Шьонбург-Глаухау
- Магдалена фон Шьонбург-Глаухау] (* 6 януари 1562; † 6 май 1593)
- Йохан Ернст фон Шьонбург-Глаухау (* 23 февруари 1563; † 14 април 1586)

Втори брак: на 13 август 1570 г. с Йохана фон Шерфенберг (* 30 април 1552/1553; † 1582), дъщеря на Улрих фон Шерфенберг (1518 – 1570, Виена) и Йохана фон Полхайм (1526 – 1575). Те имат една дъщеря:
- Йохана фон Шьонбург-Глаухау (* 1572; † 12 септември 1573)